# Pagodula macquariensis
Pagodula macquariensis is een slakkensoort uit de familie van de Muricidae. De wetenschappelijke naam van de soort is voor het eerst geldig gepubliceerd in 1957 door Powell.